# Susan Blanchard
Susan Blanchard-Frank est une actrice américaine, plus connue pour son rôle de Mary Kennicott Martin, R. N. #2 dans le soap opera La Force du destin de 1971 à 1975.
Elle se marie avec l'acteur Charles Frank, qui a joué son mari, le Dr Jeff Martin #2, dans La Force du destin. Elle travaille ensuite en 1978 sur la série télé The New Maverick avec James Garner et Jack Kelly puis sur la série de western Young Maverick, suite de la série originale de James Garner en 1957, Maverick.
Blanchard a aussi joué le rôle de l'infirmière Sandra Cooper dans M*A*S*H et apparaît dans la série de CBS Beacon Hill.

## Filmographie

### Cinéma
- Prince des ténèbres (1987)
- Russkies (1987)
- Invasion Los Angeles (1988)

### Série télévisée
- La Force du destin (All My Children)
- Young Maverick
- M*A*S*H
- Beacon Hill